# Bartolomeo Marchelli
Bartolomeo Marchelli (Ovada, 24 agosto 1834 – Nervi, 16 febbraio 1903) è stato un patriota e illusionista italiano.
Volontario nel corpo della spedizione dei Mille, partecipò alle successive campagne di Garibaldi fino alla battaglia di Mentana, congedandosi con il grado di capitano. La sua figura è descritta da Giuseppe Bandi, storiografo dei Mille,  che, ne I Mille. Da Genova a Capua, narra di come «il famoso giuocatore di biliardo senza stecca divenne un dei Mille di Marsala».

## Biografia

### Da prestigiatore a garibaldino
(Giuseppe Bandi, I Mille. Da Genova a Capua)
Bartolomeo Marchelli nacque a Ovada da Giacomo e Angela Costanzo il 24 agosto 1834. Orfano di padre in tenera età, il piccolo Bartolomeo seguì la madre che decise di trasferirsi a Genova. La vedova Marchelli, dopo molti sacrifici, riuscì ad avviare una piccola attività commerciale.
Lo studio invece per il piccolo Bartolomeo non andò oltre le prime classi elementari, ma risaltò subito in lui una spiccata dote per i giochi di destrezza, tanto da esibirsi, nel giro di pochi anni, sia a Genova sia a Ovada, dove tornava spesso. L'abilità che raggiunse (forse grazie all'insegnamento di qualcuno di cui non è però rimasta traccia) fu tale che non sfuggì all'attenzione di Bartolomeo Bosco, considerato uno dei più grandi prestigiatori di tutti i tempi, che lo scelse come allievo e lo tenne con sé qualche anno, perfezionandolo in quell'arte.
Un'altra abilità nota del Marchelli era quella di dare spettacolo anche come giocatore di biliardo, ma in un modo del tutto personale e particolare, cioè col soffio: grazie a potenti polmoni riusciva a muovere le biglie senza l'uso della stecca. A molti rimase impresso quel modo singolare di giocare e lo rese ben presto altrettanto noto.
Questa notorietà probabilmente lo salvò dai guai e gli cambiò la vita, permettendogli di diventare un garibaldino.
[...] Passeggiavo coll'amico Vecchi presso il cancello più vicino alla villa, quando un giovine, alto di statura e vestito così così, ci chiamò [...] egli aveva gran voglia di venire in Sicilia [...]. « E chi v'ha detto, » risposi, « che qui s'arruola per la Sicilia? »

« Chi me l'ha detto! Lo dicono per tutta Genova. »

« V'hanno ingannato, caro mio, hanno voluto burlarvi... »

« Sì, hanno voluto burlarmi!... Non lo dica neanche per scherzo. Garibaldi è in questa villa e partirà tra pochi giorni, e chiunque vuole arruolarsi, deve far capo a lor signori... » Questo modo di parlare mi dette ombra, [...] Perciò tagliai corto, salutai e mi scostai dal cancello, e ripresi la mia passeggiata col Vecchi, il quale mi disse: « Ho in testa d'aver veduto in qualche parte quell'uomo: non m'è faccia nuova costui. Non parla genovese, ma parmi averlo riveduto a Genova... e ci scommetterei il collo. »

« Vuoi saperla tutta? » soggiunsi. « Giuocherei la testa che è un delegato di questura o qualche amico del questore, che vien qua col proposito di grattarci la pancia.»

« Può darsi, » ripigliò Vecchi, « e se tale è, se lo porti il diavolo. »[...]

Dopo due ore o così, volle il caso che tornassi verso il cancello. Lo sconosciuto era sempre lì, e tornò ancora a raccomandarsi come un'anima persa. Lo mandai di bel nuovo in pace e salii su in casa per desinare. Tutt'a un tratto Vecchi batté allegramente palma a palma, [...] e mi disse: « Indovina un po' chi sia quell'uomo [...] Cerca, cerca, l'ho trovato... [...] è un giocoliere di bussolotti, e tempo fa lo vidi giuocare al biliardo col soffio... »

« Possibile?»

« Certo»

« In fin de' conti,» notai, « che c'è di male se quel povero diavolo si becca un po' di pane, sollazzando il prossimo? »

« Nessun male c'è, » rispose Vecchi, « ma è curioso davvero a vedersi un giocoliere di bussolotti ambir la gloria di mutarsi in argonauta. »

La mattina seguente passavo dinnanzi al solito cancello, quand'ecco il solito uomo e la solita preghiera. Questa volta, lo sconosciuto mi fece compassione, [...] lo feci entrare dentro e gli chiesi: « Orbene, voi volete andare in Sicilia con Garibaldi... E che cosa sperate mai di guadagnare in questo viaggio? »

« Nulla, signor tenente... Quello che sperano guadagnarsi gli altri. »

« E se v'ammazzano? »

« Avrò finito di tribolare...»

« E di giuocare al biliardo col soffio! » interruppi io con uno scoppio di risa. Il povero Marchelli diventò rosso come un pomodoro e soggiunse: « Come? Lei sa?... »

« Non ne abbiate rammarico, amico, perché ieri vi credetti qualcosa di peggio, vi credetti una spia. »

Per farla corta, chiarita che ebbi la faccenda, volli contentare il giocoliere, e datagli assicurazione che lo avrei condotto via, gli dissi: « Venite qui ogni giorno a quest'ora; e il giorno che dovrem partire, farò che entriate qua dentro e non ne esciate che per imbarcarvi.» E così fu, e in tal modo il famoso giuocatore di biliardo senza stecca divenne un dei Mille di Marsala.

Giuseppe Bandi (1834-1894), I Mille, da Genova a Capua, Il Messaggero, 1886

(Nell'immagine in alto: La divisa garibaldina conservata all'Accademia Urbense di Ovada)

### L'avventura con i Mille
Nelle sue memorie, Marchelli narra che ricevette una lettera di un suo compagno d'armi, volontario come lui nella guerra di Crimea, che lo avvertiva delle intenzioni di Garibaldi e della imminente partenza per la Sicilia insieme a qualche migliaio di volontari. Deciso a far parte della spedizione si recò, insieme al suo concittadino Emilio Buffa, a Genova per avere maggiori ragguagli. Alla sede del comitato gli dissero che per il momento non vi era nulla di nuovo. Passeranno quindici giorni prima che arrivi l'ordine dell'adunata a Quarto (oggi Quarto dei Mille). Come riuscì il Marchelli a sbarcare in lunario e a permettersi una stanza d'albergo è presto detto: grazie alle sue abilità di prestigiatore e di giocatore di biliardo senza stecca.
Garibaldi era già arrivato in tutta segretezza a Quarto stabilendosi con i suoi ufficiali a Villa Spinola (oggi Villa Carrara), residenza di Candido Augusto Vecchi. Un segreto mal custodito perché a Genova già si era sparsa la voce. Marchelli ne fu informato da un suo concittadino che lavorava nel capoluogo ligure e con il Buffa si diresse a Quarto.
La polizia non poteva certo ignorare l'arrivo, sebbene alla chetichella, di tutti quei volontari, ma non fece nulla. Cavour, indebolito com'era il suo governo dalla questione di Nizza e della Savoia, non poteva permettersi il lusso di arrestare Garibaldi, ma certamente gli ufficiali dell'eroe dei due mondi stavano in guardia contro le spie e i delatori. A conferma di ciò, Giuseppe Bandi, ufficiale garibaldino e storiografo dei Mille, narra un episodio accaduto a Villa Spinola «tre o quattro giorni innanzi la partenza» mentre passeggia insieme all'amico Candido Augusto Vecchi: «un giovine, alto di statura e vestito così così, ci chiamò [...] egli aveva gran voglia di venire in Sicilia». Al Bandi e al Vecchi sorge subito il dubbio che il giovane sia una spia della questura. Era invece, Bartolomeo Marchelli «a raccomandarsi come un'anima persa [...] a mo' degli accattoni».
L'episodio avrebbe potuto avere conseguenze peggiori per il Marchelli se il Vecchi non lo avesse riconosciuto grazie alla notorietà che si era fatto a Genova per le sue abilità. Fu così che «il famoso giuocatore di biliardo senza stecca divenne un dei Mille di Marsala».

### Da istruttore di picciotti ad ufficiale del Regio Esercito
Imbarcato sul Lombardo di Nino Bixio, a Talamone fu assegnato alla 2ª compagnia comandata da Vincenzo Orsini e l'11 maggio gli fu conferito il grado di sergente maggiore. Dopo lo sbarco a Marsala, il 14 maggio a Salemi, Giuseppe Sirtori che si occupava di dare un primo ordinamento alle squadre di volontari siciliani, i famosi picciotti di Garibaldi, battezzandoli "Cacciatori dell'Etna" e assegnando a Giuseppe Triolo di Sant'Anna il comando della 1ª compagnia, diede l'ordine:
Come istruttore di picciotti Marchelli si «mostrò volenteroso e abile» tanto che il Bandi lo coglie con efficace immagine: «quei beduini che il Marchelli e gli altri stavano scozzonando». Mantenne quel ruolo fino alla presa di Palermo. Promosso sottotenente nel 1º Battaglione dei Cacciatori dell'Etna dell'esercito dell'Italia meridionale passò agli ordini del barone Nicolò Saura, sostituto del Sant'Anna. Tra i due s'instaurerà però un rapporto di incompatibilità: il Marchelli, in un suo appunto nelle memorie, afferma di essersi ammalato a Palermo; la continua esibizione di certificati medici non convinse però il Saura.
Il 26 agosto passò sotto il comando di Angelo Calderari nel Corpo di Carabinieri in Sicilia istituito da Garibaldi il 14 luglio e trasferito (il 28) al deposito generale di Palermo. L'11 settembre entrò nella XVI divisione di Enrico Cosenz, nominato luogotenente nel VI reggimento, I brigata, che raggiunse il 27 ottobre con la nomina effettiva. Rientrò in licenza a Ovada dal 28 dicembre 1860 al 14 febbraio 1861. Il 16 febbraio fu trasferito al deposito divisione di Asti.
Essere garibaldino ed essere ufficiale del Regio Esercito erano sicuramente due cose molto diverse. Marchelli non era certamente adatto alla vita militare, è facile che avesse dei ripensamenti. Decise comunque di continuare la carriera militare: il 2 maggio 1861 fu confermato, con il grado di luogotenente, nel Corpo Volontari Italiani, corpo istituito la prima volta l'11 aprile 1861 mai decollato e sciolto appena un anno dopo, il 27 marzo 1862. Iniziava per lui un periodo di penombra che doveva segnare la fine della sua breve e non certo onorata carriera militare.

### Il ritorno all'arte
Lasciato l'Esercito verso la fine del 1861 Marchelli ritornò alla sua arte di prestigiatore esibendosi a Genova e in tutto il Monferrato. Arte che interruppe per corrispondere allo slancio patriottico del volontarismo garibaldino partecipando alle campagne: dell'Aspromonte, del Trentino e di Mentana.
Già nel 1862 dal Ministero dell'Interno aveva ottenuto la sovvenzione governativa a favore dei volontari italiani che fecero parte della prima spedizione in Sicilia. Nel 1865 gli venne assegnata una pensione vitalizia riservata ai Mille fregiati della Medaglia d'onore di Palermo.

Riproduzione di un manifesto murale dell'epoca.

Una raccolta di ritagli di giornali ne testimonia la sua intensa attività di prestigiatore. Ne sono riprova i suoi domicili: dal 1878 abita, alternativamente, a Napoli e a Roma.
Nel dicembre del 1877 è a Caprera, ospite di Garibaldi:
Una dichiarazione scritta che certamente il Marchelli seppe poi utilizzare quale referenza di prim'ordine per le sue esibizioni.

La stesura del memoriale ebbe inizio intorno al 1886, presumibilmente per effetto della pubblicazione su Il Messaggero dell'opera di Giuseppe Bandi che citava la sua persona. Di questi ricordi, o diari deve anche averne stilati parecchi oltre a quello poi pubblicato. Di interessante non c'è nulla che già non si conosca sull'impresa dei Mille, ma una particolare prospettiva tutta personale del Marchelli nel vedere le cose. Il manoscritto riporta la data 1889 ed è dedicato a Francesco Crispi a cui il Marchelli era devoto.
Nel 1897, già sessantatreenne, per il soccorso recato a una bagnante in Liguria, meritò una medaglia di bronzo al merito. Si spense a Nervi il 16 febbraio 1903. La città di Ovada gli ha dedicato una via e una lapide marmorea nel cimitero comunale.